# Chris Woods
Christopher Charles Eric „Chris“ Woods (* 14. November 1959 in Swineshead, Lincolnshire, England) ist ein ehemaliger englischer Fußballtorwart. Er gehörte zwischen 1985 und 1993 zum Kader der englischen Nationalmannschaft und war dabei langjährig nur Ersatzmann hinter Peter Shilton. Nachdem dieser sich nach der Fußball-Weltmeisterschaft 1990 mit 40 Jahren aus dem Tor verabschiedete, wurde Woods von Trainer Graham Taylor zur „Nummer 1“ befördert.

## Sportlicher Werdegang

### Nottingham Forest
Schon früh in der Torwartkarriere des Chris Woods begann die Verbindung mit Peter Shilton. Das noch junge Torwarttalent unterschrieb 1976 seinen ersten Profivertrag bei Nottingham Forest, sollte jedoch innerhalb der nächsten drei Jahre nicht ein einziges Mal in einem Meisterschaftsspiel der ersten Mannschaft zwischen den Pfosten stehen. Dabei erwies sich vor allem Shilton, den Forest im September 1977 nach dem Aufstieg aus der Second Division verpflichtet hatte, als unantastbarer Konkurrent. Nottingham Forest gewann schließlich in der Saison 1977/78 überraschend als Aufsteiger die englische Meisterschaft und Shilton verpasste dabei – zu Lasten von Chris Woods – nicht ein Spiel.
Seine Einsätze erhielt der bewegliche und Selbstbewusstsein ausstrahlende Woods jedoch im Ligapokal, da Shilton in der Anfangsphase der Saison für seinen Vorgängerverein Stoke City bereits in diesem Wettbewerb gespielt hatte und damit dort gesperrt („cup-tied“) war. Forest zog dabei sogar ins Ligapokalfinale ein und stand dort dem FC Liverpool im Wembley-Stadion gegenüber. Mit einer guten Leistung sicherte Woods in dieser Partie das torlose Remis und auch im Wiederholungsspiel im Old Trafford blieb er ohne Gegentor – nach einem Elfmetertor von John Robertson siegte das von Brian Clough trainierte Forest mit 1:0 und gewann somit den Ligapokal.
Trotz dieser guten Leistungen sollte der nun wieder spielberechtigte Shilton in der folgenden Saison 1978/79 auch im Ligapokal antreten. Forest verteidigte den Ligapokal – nun jedoch ohne Woods – und zog zudem ins Endspiel des Europapokals der Landesmeister ein, in dem sich die Mannschaft mit dem schwedischen Vertreter Malmö FF in München duellierte. Woods musste den 1:0-Sieg seines Teams von der Ersatzbank beobachten, erhielt jedoch im Anschluss zumindest die Siegermedaille verliehen.

### Queens Park Rangers
Im Sommer des Jahres 1979 boten die Queens Park Rangers 250.000 Pfund für den nicht einmal 20-jährigen Woods, der zudem sein Können noch in keinem Ligaspiel hatte unter Beweis stellen können. Der junge Torwart wurde in der zweiten Liga zum Stammspieler und absolvierte fast zwei Spielzeiten, bevor es ihn dann im März 1981 für eine Ablösesumme von 225.000 Pfund nach Ostanglien zu Norwich City zog.

### Norwich City
Bei Norwich City gelang Woods schließlich der endgültige Durchbruch in die Elite der englischen Torhüterriege. Der größte Erfolg war dabei nach dem Erstligaaufstieg 1982 die erneute Ligapokal-Finalteilnahme im Jahre 1985 und der anschließende 1:0-Sieg gegen den FC Sunderland im Wembley-Stadion (ein möglicher Gegentreffer per Elfmeter von Clive Walker verhinderte der linke Pfosten). Obwohl der Verein zum Ende der Saison 1984/85 den Gang in die Zweitklassigkeit antreten musste, gelang Woods in seiner letzten Spielzeit für die „Kanarienvögel“ mit der Zweitligameisterschaft der direkte Wiederaufstieg.
Während dieser Zeit wurde Woods zum englischen Nationalspieler. Er hielt im Anschluss zur Spielzeit 1984/85 von Englands Nationaltrainer Bobby Robson für die anstehende Nordamerika-Tournee seine erste Nominierung und kam am 16. Juni 1985 in Los Angeles gegen die Vereinigten Staaten zu seinem ersten Länderspiel – dennoch stand er in der englischen Auswahl in den anschließenden fünf Jahren erneut im Schatten von Peter Shilton und war bei der WM 1986 in Mexiko die „Nummer 2“.
Die Leistungen von Chris Woods während seiner Zeit bei Norwich City hatten dort jedoch einen derartigen Eindruck hinterlassen, dass dieser im Jahre 2002 in die vereinsinterne „Hall of Fame“ aufgenommen wurde.

### Glasgow Rangers
Nach der WM-Endrunde verließ Woods Norwich für 600.000 Pfund in Richtung der Glasgow Rangers und war damit wie Terry Butcher Teil einer größer angelegten Kaufaktion des neuen Rangers-Trainers Graeme Souness, der fortan verstärkt auf englische Spieler setzte. Bereits in seiner ersten Spielzeit 1986/87 gewann Woods die schottische Meisterschaft und den Ligapokal und stellte zwischen November 1986 und Januar 1987 mit 1.196 Minuten ohne Gegentor einen britischen Rekord auf.
Während er bei den Rangers spielte, kam Woods am 12. November 1986 beim wichtigen EM-Qualifikationsspiel gegen Jugoslawien zu seinem fünften Einsatz – dem zweiten Länderspiel von Beginn an – und siegte dort in Wembley mit 2:0. Neben zwei weiteren Einwechslungen gegen Nordirland und Spanien folgten auch weitere Startelfauftritte gegen Türkei (EM-Qualifikation), im Hampden Park gegen Schottland (0:0 im Rous Cup), sowie gegen Israel; zudem kam Woods kurz vor der EM-Endrunde in Deutschland in zwei Vorbereitungsspielen zum Zuge.
Mit den Rangers hatte Woods zwar zuvor in der Saison 1987/88 den Ligapokal verteidigen können, aber in den bedeutenderen Wettbewerben blieben die Titel in diesem Jahr dem Lokalrivalen Celtic Glasgow vorbehalten. Dabei erhielt der Rangers-Torhüter in einem Old-Firm-Duell nach einem Streit mit Celtic-Stürmer Frank McAvennie einen Feldverweis und musste sich im Anschluss gemeinsam mit seinen Mitspielern Terry Butcher und Graham Roberts neben McAvennie sogar gerichtlich verantworten – und wurde gemeinsam mit Butcher als Verursacher auch bestraft.
Als die englische Auswahl bei der Europameisterschaft 1988 mit zwei Niederlagen startete, war das dritte Gruppenspiel bereits bedeutungslos und so berief Robson in der letzten Partie gegen die Sowjetunion unter anderem Woods für Shilton in die Startelf. Dies war somit dessen erster Einsatz in einem Endrundenturnier, der jedoch in seinem mittlerweile dreizehnten Länderspiel die 1:3-Niederlage und damit die Ausbeute von null Punkten aus drei Spielen auch nicht verhindern konnte.
Während die Rangers im Jahre 1989 wieder die schottische Meisterschaft gewinnen konnten, fehlte Woods aufgrund einer Ohrenentzündung, die sein Gleichgewichtsgefühl nachhaltig störte, nahezu die Hälfte der Spielzeit. In der englischen Nationalmannschaft hatte sich zudem mit David Seaman von den Queens Park Rangers ein weiterer Konkurrent im Kampf um die Nachfolge des in die Jahre gekommenen 100-fachen Nationalspielers Shilton aufgedrängt und in Riad bei einem Remis gegen Saudi-Arabien debütiert. Daneben entwickelte sich noch mit Dave Beasant eine weitere Alternative auf der Position des englischen Nationaltorhüters, der dann schließlich auch als dritter Torwart Englands zur WM 1990 nach Italien fuhr (Seaman wurde zwar ursprünglich nominiert, zog sich jedoch nach seiner Ankunft eine Daumenverletzung zu). Dennoch betrachtete Robson Woods weiterhin als Shiltons unmittelbaren Ersatzmann.
Vor der Endrunde in Italien hatte Woods eine weitere schottische Meisterschaft mit den Rangers gewonnen, kam aber bei den Spielen Englands, die bis ins Halbfinale führten, nicht zum Zuge. Als das Semifinale gegen Deutschland in ein Elfmeterschießen zu münden drohte, dachte Robson kurz über eine Auswechslung Shiltons nach, was sich jedoch nicht zugunsten von Woods ausgewirkt hätte, da nur Dave Beasant als besserer „Elfmetertöter“ galt. Letztlich verwarf Robson diese Option jedoch wieder. Auch im Spiel um den dritten Platz hielt Robson weiter an Shilton fest und besorgte ihm somit seinen 125. und letzten Länderspieleinsatz. Nach dem Turnier trat Robson als englischer Nationaltrainer zurück und übergab die Leitung an Graham Taylor, der Woods sofort zur „Nummer 1“ beförderte.
Eine letzte schottische Meisterschaft gewann Woods mit den Rangers im Jahre 1991, wobei sich Trainer Walter Smith jedoch aufgrund einer UEFA-Regel, die im Falle der Rangers maximal drei nicht-schottische Teamspieler in den europäischen Vereinswettbewerben vorschrieb, für einen Wechsel auf der Torhüterposition zugunsten des Schotten Andy Goram von Hibernian Edinburgh entschied. Die Rangers-Karriere des mittlerweile 24-fachen englischen Nationalspielers, der auch in den Qualifikationsspielen zur EM 1992 Stammspieler war, ging somit zu Ende.

### Sheffield Wednesday
Im August 1991 bot Sheffield Wednesday 1,2 Millionen Pfund für Woods und die Rangers akzeptieren die Offerte. Wednesday hatte gerade den Ligapokal gewonnen, war zudem in die First Division aufgestiegen und hatte damit eine sechsjährige Abwesenheit aus der englischen Eliteklasse beendet. In der englischen Auswahl trat er als Stammtorhüter zur Europameisterschaft in Schweden an und blieb in den ersten beiden Partien ohne Gegentor. Da jedoch beide Spiele auch nicht gewonnen werden konnte, benötigte die Mannschaft in der letzten Begegnung gegen den Gastgeber einen Sieg. Die Partie ging jedoch mit 1:2 verloren und so endete das erste Endrundenturnier als Stammspieler für Woods mit einem enttäuschenden frühzeitigen Aus.
Vorläufig stand Woods auch in den Qualifikationsspielen zur WM 1994 in den Vereinigten Staaten zwischen den Pfosten, in denen man jedoch in Oslo ein wichtiges Spiel gegen Norwegen verlor. Als die Mannschaft schließlich am 9. Juni 1993 während einer Sommertournee in den USA in Boston gegen den Gastgeber verlor, experimentierte die sportliche Leitung auf der Torhüterposition mit zwei anderen Alternativen und entschied sich danach für David Seaman als neuen englischen Nationaltorhüter. Woods sollte nach 43 Länderspielen nie wieder im Tor der englischen Auswahl stehen.
Seine Vereinskarriere in Hillsborough entwickelte sich enttäuschend. Das Ligapokalfinale im Jahre 1993 verlor Wednesday mit 1:2 gegen den FC Arsenal und auch im FA-Cup-Endspiel standen sich die beiden Teams gegenüber. Die erste Partie endete mit einem 1:1 und auch das Wiederholungsspiel stand bis zur 119. Minute ausgeglichen mit 1:1 Toren, bevor ein Kopfball von Andy Linighan den entscheidenden Treffer für Arsenal markierte, an dem Woods nicht schuldlos war. Ironischerweise waren sowohl Linighan als auch Woods frühere Spieler von Norwich City und dieser Sieg des FC Arsenal sollte bedeuten, dass Norwich City und nicht Sheffield Wednesday in der folgenden Saison an einem europäischen Vereinswettbewerb teilnehmen durfte.

### Ausklang der aktiven Karriere
Im Jahre 1996 war Woods auch in Sheffield nicht mehr die erste Wahl und wurde kurzzeitig an den FC Reading ausgeliehen, bevor er dann in die Vereinigten Staaten zu den Colorado Rapids wechselte. Von dort wurde er an den FC Southampton, der mittlerweile von Souness trainiert wurde, ausgeliehen mit der Aussicht auf einen endgültigen Transfer – als Ersatzmann hinter Dave Beasant. Dieser kam dann jedoch nicht zustande, da sich Woods in einer Partie bei den Blackburn Rovers einen Beinbruch zuzog und zur Regeneration in die USA zurückkehrte.
Vor seinem endgültigen Rücktritt spielte er noch zwei weitere Male in England und stand dort kurzzeitig beim FC Sunderland und dem FC Burnley unter Vertrag.

## Trainerkarriere
Chris Woods wurde am 1. Juli 1998 Torwarttrainer des FC Everton, der damals von seinem ehemaligen Rangers-Trainer Walter Smith trainiert wurde. Diese Rolle behielt er auch anschließend unter dem neuen Trainer David Moyes.
Seit 2011 betreut er auch als Torwarttrainer die US-amerikanische Fußballnationalmannschaft. Dieses lag daran, dass der Nationaltorhüter Tim Howard beim FC Everton spielte und da schon von Woods betreut wurde.
Am 1. Juli wechselte Woods zusammen mit Moyes zu Manchester United. Als Moyes entlassen wurde, blieb Woods als Einziger aus dem Trainerstab bei United. Allerdings verließ er den Verein am 13. Mai 2014.

## Erfolge
- Schottischer Meister: 1987, 1989, 1990, 1991
- Schottischer Ligapokalsieger: 1987, 1988, 1989, 1991
- Englischer Ligapokalsieger: 1978, 1985